# HMS Opossum (U33)
«Опоссум» (англ. HMS Opossum (U33)) — військовий корабель, шлюп типу «Модифікований Блек Свон» Королівського військово-морського флоту Великої Британії за часів Другої світової війни.

## Історія створення
Шлюп «Опоссум» був закладений 28 липня 1943 року  на верфі компанії William Denny and Brothers у Дамбартоні. 30 листопада 1944 року він був спущений на воду, а 16 червня 1945 року увійшов до бойового складу Королівських ВМС Великої Британії.

## Історія служби
Після вступу у стрій шлюп «Опоссум» був включений до складу Тихоокеанського флоту. Наприкінці 1947 року він повернувся до Великої Британії та був виведений в резерв у Портсмуті.
У 1951 році корабель знову увійшов до бойового складу флоту та вирушив на Далекий Схід, де увійшов до складу 3-ї ескадри фрегатів. У 1957 році переведений до складу 7-ї ескадри фрегатів (Південно-Атлантична, потім Південно-Американська станція). У 1959 році повернувся до Великої Британії та виведений в резерв в Девонпорті. У квітні 1960 року зданий на злам.